# Paulo Nani
Paulo Nani da Silva (São Paulo, 8 de fevereiro de 1950) é um ex-futebolista brasileiro que atuava como ponta-direita.

## Carreira
Foi revelado pelo São Paulo FC, onde começou no juvenil em 1966 e atuou no profissional de 1970 a 1973. Pelo clube, conquistou o bicampeonato paulista em 1970 e 1971. Pela equipe do Morumbi, fez 136 jogos (65 vitórias, 37 empates, 34 derrotas) e marcou sete gols.
Em 1974, chegou ao Fluminense, estreando em 30 de janeiro, em amistoso contra o Juiz de Fora no Estádio Procópio Teixeira. Fez 14 jogos pelo clube naquele ano e marcou 2 gols.
Também jogou pelo Santos (1975), Juventus (1976) e Atlético Goianiense (1977). No exterior, atuou pelo New York Eagles, Puebla e Pensilvania Storners, dos Estados Unidos.
Após pendurar as chuteiras, Nani foi treinador, com passagem pelas categorias de base do São Paulo. Também atuou como supervisor de futebol, no São José, em 1999.

## Fora dos campos
Paulo foi vereador da cidade de Carapicuíba de 1997 a 2000, onde também é proprietário de uma loja de artigos esportivos.
Também atuou como agentes dos jogadores, como Antony.

## Títulos
São Paulo
- Campeonato Paulista[20]: 1970,[4] 1971[5]